# Dagmar Leesch
Dagmar Leesch (* 1975 in Hamburg) ist eine deutsche Schauspielerin.

## Leben
Dagmar Leesch erhielt ihre Schauspielausbildung von 1994 bis 1998 an der Hochschule für Musik und Darstellende Kunst in Graz. Außerdem besuchte sie für Filmarbeiten einen Workshop an der Filmakademie Baden-Württemberg. 1997 spielte sie bei der freien Theaterkompagnie „klagenfurter ensemble“. In der Spielzeit 1997/98 war sie Ensemblemitglied am Landestheater Marburg, wo sie u. a. als Lady Milford in Kabale und Liebe auftrat. In der Spielzeit 1998/99 gehörte sie zum Ensemble des Wiener Burgtheaters. Dort spielte sie, u. a. an der Seite von Thorsten Heidel als Ferdinando, die Katarina in Einar Schleefs Goldoni-Bearbeitung Wilder Sommer.
Mittlerweile arbeitet Leesch fast ausschließlich für Film und Fernsehen. Sie spielte in mehreren Kurzfilmen mit, u. a. als Polizistin in Zahme Vögel (2004), an der Seite von Veit Stübner und Irene Kugler, in Fernsehfilmen, verschiedenen Fernsehreihen wie Bella Block (2008; als Lisa Schumann, die Kundenbetreuerin einer Bank, die Opfer einer Geiselnahme wird), Stubbe – Von Fall zu Fall, Der Hafenpastor und Tatort und in zahlreichen Fernsehserien.
Zu ihren Kinoarbeiten gehören u. a. Der blinde Fleck (2007; mit Jan Gregor Kremp als Partner) und Ostfriesisch für Anfänger (2016; als Dörte).
In dem Fernsehfilm Keine Angst (Erstausstrahlung: September 2009), der im Juni 2009 beim Filmfest München seine Premiere hatte, spielte sie Corinna, die alkoholkranke Mutter der 14-jährigen jugendlichen Hauptfigur Becky. In dem Fernsehfilm Der Andi ist wieder da (Erstausstrahlung: März 2015) spielte Leesch die Provinz-Hausfrau und Häuslebauerin Kathi, die nach über 20 Jahren ihre Jugendliebe, den gescheiterten Architekten Andi (Nicholas Reinke), wiedertrifft. In dem Fernsehfilm Vier kriegen ein Kind (Erstausstrahlung: März 2015) spielte sie die schwangere, in einem Immobilienbüro arbeitende Dorit.
Mehrfach hatte Leesch Rollen in der Fernsehreihe Tatort. Im Lindholm-Tatort: Salzleiche (Erstausstrahlung: November 2008) spielte sie die schwangere Bettina Holder, die Ehefrau des Polizeihauptmeisters Halder, die ein Kind von ihrem Liebhaber erwartet. Im Kölner Tatort: Kaltes Herz (Erstausstrahlung: März 2010) war sie die unter Tatverdacht stehende Pflegemutter Tanja Küppers. Im Bremer Tatort Tatort: Puppenspieler (Erstausstrahlung: Februar 2013) hatte sie eine Nebenrolle, als Mutter des ermordeten jugendlichen Erpressers Ole.
Außerdem übernahm sie in den Spielszenen des NDR-Dokumentarfilms Helmut Schmidt – Lebensfragen, der im Dezember 2013 erstausgestrahlt wurde, die Rolle von Helmut Schmidts Mutter.
Episodenhauptrollen hatte sie in den Fernsehserien Großstadtrevier (2013; als Kiez-Kneipenwirtin Gitta Dressler), Kripo Holstein – Mord und Meer (2013; als Bankangestellte Birthe Freese) und SOKO Köln (2015; als verzweifelte Mutter Conny Junghans). Im Februar 2017 war sie in der Serie In aller Freundschaft – Die jungen Ärzte ebenfalls in einer Episodenhauptrolle zu sehen; sie spielte die 38-jährige resolute Rechtsanwältin Antonia Brendel, die nach einer unbemerkten Schwangerschaft einer ungewöhnlichen Lebenssituation gegenübersteht.
Außerdem war sie in den Serien SOKO Leipzig (2008; als alleinerziehende Mutter und Frau eines entflohenen Häftlings), Danni Lowinski (2010; als „vor den Trümmern ihrer Existenz stehende“ Mandantin Rosa), Heiter bis tödlich: Morden im Norden (2012; als letzte Patientin eines ermordeten Wunderheilers), Die Pfefferkörner (2012; als Mutter Elisabeth Patterson) und Die Chefin (2016; als Gabi Ross, die ihrem wegen Vergewaltigung verdächtigten Verlobten ein Alibi gibt) zu sehen. Im Mai 2017 war sie in der Fernsehserie Alles Klara ebenfalls in einer Episodennebenrolle als Gerlinde Sieverding, die Servicechefin eines ermordeten Sternekochs, zu sehen.
In der ZDF-Fernsehreihe Stralsund (2019) verkörperte sie die unter ihrem Ehemann leidende Monika Weber, die nur wegen der gemeinsamen Kinder noch an ihrer Ehe festhält. In der 20. Staffel der ZDF-Serie SOKO Leipzig (2019) übernahm sie eine der Episodenhauptrollen als Mutter eines tot aufgefundenen 15-jährigen Jugendlichen. In der 7. Staffel der ZDF-Serie Heldt (2019) hatte sie eine Episodenhauptrolle als Kioskverkäuferin und besorgte Mutter eines verschwundenen jungen Mädchens, das mit einem Trickbetrüger-Duo unterwegs war. In der 6. Staffel der ZDF-Serie Bettys Diagnose (2020) übernahm sie eine Episodenhauptrolle als unter Wutausbrüchen leidende, überforderte Mutter eines 15-jährigen Jungen, der wegen eines epileptischen Anfalls in die Klinik eingeliefert wird. In der 3. Staffel der ZDF-Serie SOKO Hamburg spielte sie in einer Episodenhauptrolle die tatverdächtige Wirtin eines Fußballvereinheims und Witwe eines getöteten Fußballtrainers.
Leesch lebt in Hamburg.

## Filmografie (Auswahl)
- 2004: Meine Eltern (Kurzfilm)
- 2004: Baal (Fernsehfilm)
- 2004: Zahme Vögel (Kurzfilm)
- 2005: Noch einmal lieben (Fernsehfilm)
- 2005: SOKO Wismar (Fernsehserie; Folge: Notwehr)
- 2006: Vier Minuten (Kinofilm)
- 2006: Unsere Grenzen (Kurzfilm)
- 2006: Bella Block: Mord unterm Kreuz (Fernsehreihe)
- 2007: Der blinde Fleck (Kinofilm)
- 2007: Der Novembermann (Fernsehfilm)
- 2007: Kahlschlag (Fernsehfilm)
- 2007: Notruf Hafenkante (Fernsehserie; Folge: Luckys letzter Coup)
- 2008: SOKO Leipzig (Fernsehserie; Folge: Dienst nach Vorschrift)
- 2008: Die Gerichtsmedizinerin (Fernsehserie; Folge: Jenny)
- 2008: Tatort: Salzleiche (Fernsehreihe)
- 2008: Bella Block: Falsche Liebe (Fernsehreihe)
- 2008: SOKO Köln (Fernsehserie; Folge: Finger am Abzug)
- 2009: Ein Dorf schweigt (Fernsehfilm)
- 2009: Keine Angst (Fernsehfilm)
- 2009: Stubbe – Von Fall zu Fall: Sonnenwende (Fernsehreihe)
- 2010: KDD – Kriminaldauerdienst (Fernsehserie, Seriennebenrolle)
- 2010: Tatort: Kaltes Herz (Fernsehreihe)
- 2010: Danni Lowinski (Fernsehserie; Folge: Vollgas)
- 2011: SOKO Stuttgart (Fernsehserie; Folge: Inkognitod)
- 2011: Unter den Händen (Kurzfilm)
- 2012: Heiter bis tödlich: Morden im Norden (Fernsehserie; Folge: Tödliche Heilung)
- 2012: Die Pfefferkörner (Fernsehserie; Folge: Die Kiste aus Afrika)
- 2013: Tatort: Puppenspieler (Fernsehreihe)
- 2013: Großstadtrevier (Fernsehserie; Folge: Wer einmal zahlt, zahlt immer)
- 2013: Kripo Holstein – Mord und Meer (Fernsehserie; Folge: Jede Sekunde zählt)
- 2013: Helmut Schmidt – Lebensfragen (Dokumentarfilm)
- 2014: Unter anderen Umständen – Falsche Liebe (Fernsehreihe)
- 2014: Die letzten Millionen (Fernsehfilm)
- 2015: Tod auf der Insel
- 2015: Der Hafenpastor und das graue Kind (Fernsehreihe)
- 2015: Vier kriegen ein Kind (Fernsehfilm)
- 2015: Der Andi ist wieder da (Fernsehfilm)
- 2015, 2024: SOKO Köln (Fernsehserie; Folgen: Bickendorfer Büdchen, Hände hoch!)
- 2015: Einmal Hallig und zurück (Fernsehfilm)
- 2016: SOKO Wismar (Fernsehserie; Folge: Die Wärme des Körpers)
- 2016: Die Chefin (Fernsehserie; Folge: Albtraum)
- 2016: Ostfriesisch für Anfänger (Kinofilm)
- 2016: LenaLove (Kinofilm)
- 2017: In aller Freundschaft – Die jungen Ärzte (Fernsehserie; Folge: Sinneswandel)
- 2017: Alles Klara (Fernsehserie; Folge: Mehr Sterne als am Himmel)
- 2017: Rübezahls Schatz (Fernsehfilm)
- 2017: Eine gute Mutter
- 2018: Polizeiruf 110: Für Janina (Fernsehreihe)
- 2019: Stralsund: Doppelkopf (Fernsehreihe)
- 2019: SOKO Leipzig (Fernsehserie; Folge: Ein anständiges Leben)
- 2019: Heldt (Fernsehserie; Folge: Ausgetrickst)
- 2019: Kühn hat zu tun
- 2020: Bettys Diagnose (Fernsehserie; Folge: Irrwege)
- 2020: Das Gesetz sind wir (Fernsehfilm)
- 2020: Wolfsland: Das Kind vom Finstertor (Fernsehreihe)
- 2021: SOKO Hamburg (Fernsehserie; Folge: Das letzte Spiel)
- 2021: Tatort: Borowski und der gute Mensch (Fernsehreihe)
- 2021: Mutter, Kutter, Kind (Fernsehfilm)
- 2022: Marie Brand: Marie Brand und der überwundene Tod (Fernsehreihe)
- 2022: Morden im Norden (Fernsehserie; Folge: Bennys Geheimnis)
- 2022: Mittagsstunde
- 2023: Der Dänemark-Krimi: Blutlinie (ARD-Fernsehreihe)
- 2023: Ostfriesenmoor
- 2023: Unter anderen Umständen: Mütter und Söhne